# بلاغة
البلاغة هي فن الخطاب. يقول ابن الأثير: «مدار البلاغة كلها على استدراج الخصم إلى الإذعان والتسليم، لأنه لا انتفاع بإيراد الأفكار المليحة الرائقة ولا المعاني اللطيفة الدقيقة دون أن تكون مستجلبة لبلوغ غرض المخاطب بها.»
من أهم تلك وظائف البلاغة هي التي تختص بالتعامل بين الناس، الكلام بين صاحب العمل والمستخدم، وبين الزوج وزوجته، وكذلك في جميع مناحي «الخدمات»، من بيع شراء، والتعامل مع مكتب البريد أو مع موظف البنك. في جميع تلك المخاطبات يلتزم كل شخص بمراعاة الأدب في الكلام والمحافظة على احترام الشخص الآخر، والسماع إلى رأيه من أجل التفاهم وتسوية أي مشكلة بين المتحدثين ليفترق كل شخص منهما راضيا بالحل الذي توصلا إليه. بالتركيز على إبداء حسن النية، وان يبتديء دائما بإبداء حسن النية حتى يكتسب ثقة المتحدث إليه ويطمئن إليه. من المهم في ذلك - وهذا يحتاج إلى خبرة بالممارسة - هو الإقناع من دون رفع الصوت؛ من يرفع صوته خلال مناقشة يخسر، ويضيع حقه بذلك.

## التأثيل
كلمة «بلاغة» في اللغة العربية هي اسم مشتق من الفعل الثلاثي (بلغ) بمعنى أدرك الغاية أو وصل إلى النهاية. و«البليغ»، هو الشخص القادر على الإقناع والتأثير بواسطة كلامه وأدائه. فالبلاغة تدل في اللغة العربية على إيصال معنى الخطاب كاملًا إلى الشخص الآخر، سواء أكان سامعًا أم قارئًا. فالإنسان حينما يقدم بلاغته باحترام للشخص الآخر يستطيع إيصال هدفه إلى المستمع بإيجاز ويؤثر عليه أيضا، ويجب عليه أن يتيح للشخص الآخر الفرصة للتعبير عن رأيه، فيكون حوارا هادئا، يوصلهما إلى نتيجة مرضية من دون ضيق أو نفور. كما أن البلاغة لها أهمية في إلقاء الخطب والمحاضرات. ووصفها النبي محمد في حديث له: «إن من البيانِ لسِحرًا.» رواه البخاري. وورد في القرآن الكريم أن يتعامل الزوجان بالود.

## فروعها

### علم البيان
هو علم يبحث في وجوب مطابقة الكلام لمقتضى حال المخاطب وأحوال السامعين، ويبحث في المعاني المستفادة من تأليف الكلام، ونظمه، وسياقه، بمعونة القرآن وكلام العرب الفصحاء، فيتعرض لأساليب الخبر، والإنشاء، والإيجاز، والإطناب، والمساواة وغيرها من الأساليب، وأول كتاب دون في علوم البلاغة كان في علم البيان، وهو كتاب «مجاز القرآن» لأبي عبيدة، وضعه على إثر سؤال عن معنى قوله تعالى في شجرة الزقوم (طلعها كأنه رؤوس الشياطين)، ثم قام بجمع ما ورد في القرآن من الألفاظ التي أريد بها معناها الأول في اللغة، وجمعها في كتابه «مجاز القرآن».

### علم المعاني
ويختص بعنصر المعاني والأفكار، فهو يرشدنا إلى اختيار التركيب اللغوي المناسب للموقف، كما يرشدنا إلى جعل الصورة اللفظية أقرب ما تكون دلالة على الفكرة التي تخطر في أذهاننا، وهو لا يقتصر على البحث في كل جملة مفردة على حدة، ولكنه يمد نطاق بحثه إلى علاقة كل جملة بالأخرى، وإلى النص كله بوصفه تعبيرا متصلا عن موقف واحد، إذ أرشدنا إلى ما يسمى: الإيجاز والإطناب، والفصل والوصل حسبما يقتضيه مثل الاستعارة والمجاز المرسل والتشبيه والكناية وأسلوب القصر.

### علم البديع
أول ما كتب فيه على ما قيل عبد الله بن المعتز الخليفة العباسي، وكان الشعراء من قبله يأتون في أشعارهم بضروب من البديع كمسلم بن الوليد وابي تمام وغيرهم، فجاء ابن المعتز وجمع من أنواعه سبعة عشر نوعا، وذلك من بين ما جمعه في ذلك العصر، وجاء العصر التالي فزاد كل من ابي هلال العسكري وابن رشيق أنواعا كثيرة لم تخرج عما جمعه ابن المعتز.
فهذا العلم يختص بعنصر الصياغة، فهو يعمل على حسن تنسيق الكلام حتي يجيء بديعا، من خلال حسن تنظيم الجمل والكلمات، مستخدما ما يسمي بالمحسنات البديعية -سواء اللفظي منها أو المعنوي-.
وإذا نظرنا إلى تاريخ وضع العلوم العربية، نجد أن معظمها قد وضعت قواعده، وأرسيت أصوله في القرون الأولى من الإسلام، وألفت العديدة في فن التفسير والنحو والتصريف والفقه وغيرها من فروع المعرفة، وكانت البلاغة من أبطأ الفنون العربية في التدوين والاستقلال كعلم منفرد له قواعده وأصوله لأن المسائل كانت متفرقة بين بطون الكتب، كما كانت مصطلحاتها غير واضحة بالصور المطلوبة. ولكن ليس معنى هذا انها كانت مجهولة أو مهملة من الباحثين كانت موجودة لكن غير مستقلة.